# Бистрица (община Чашка)
Вижте пояснителната страница за други значения на Бистрица.
Бистрица (на македонска литературна норма: Бистрица) е село в Северна Македония, част от община Чашка.

## География
Селото е разположено в областта Азот, в южните склонове на планината Якубица, на 50 километра югозападно от град Велес.

## История
Селото се споменава във Виргинската грамота от втората половина на XIII век на цар Константин Тих - Асен, с която българският владетел го дарява на манастира „Свети Георги“ край Скопие. Това е подвърдено по-късно от сръбския владетел Стефан II Милутин (1299/1300). По османско враме Бистрица в нахия Кюпрюлю е отбелязано в регистри от XV и XVI век като голямо и имотно, известно с големия си брой овце, добитък, мелници, валалници, както и със соколарите си.
През 1860 година албанският разбойник Зендил ага напада Бистрица, ограбва я и избива местните воденичари. Църквата „Света Богородица“ в селото е дело на Андон Китанов и е изградена в 1853 година. Църквичката „Свети Георги“, разположена извън селото, е от XVII век.
В „Етнография на вилаетите Адрианопол, Монастир и Салоника“, издадена в Константинопол в 1878 година и отразяваща статистиката на населението от 1873 г., Бристрица (Bristritza) е посочено като село със 105 домакинства и 459 жители българи.
През учебната 1893/1894 година в Бистрица функционира смесено българско първоначално училище, в което се обучават ученици до четвърто отделение.
Според статистиката на Васил Кънчов („Македония. Етнография и статистика“) в края на XIX век Бистрица има 1100 жители, всички българи християни. Традиционни занаяти на бистричани са зидарството и керемидарството, упражнявани в Азот и Солун.
В началото на XX век цялото селото е под върховенството на Българската екзархия. По данни на секретаря на екзархията Димитър Мишев („La Macédoine et sa Population Chrétienne“) в 1905 година в Бистрица (Bistritza) има 1184 българи екзархисти и в селото работи и българско училище. В началото на ХХ век въпреки засиления натиск, Бистрица устоява на опитите на въоръжената сръбска пропаганда да принуди селото да се откаже от българщината. Бистрица запазва своята българска просвета, като остава под върховенството на Екзархията. До Балканската война бистричани не позволяват на сръбска чета да влезе в селото им. Към 1906 – 1907 година енорийски свещеник в Бистрица и съседното село Црешнево е Андон поп Арсов.
През учебната 1912/1913 година учител в селото е Никола Попилиев.
При избухването на Балканската война единадесет души от Бистрица са доброволци в Македоно-одринското опълчение.
След Междусъюзническата война в 1913 година селото попада в Сърбия.
По време на българското управление на Вардарска Македония през Първата световна война Бистрица е център на община във Велешка околия и има 1176 жители.
На етническата си карта от 1927 година Леонард Шулце Йена показва Бистрица (Bistrica) като наскоро посърбено българско село.

## Личности
Родени в Бистрица
- Андрея Ставрев, български революционер, четник на Петър Лесев в 1915 година[17]
- Атанас Стоянов Здравев (1876 – след 1943), работник, македоно-одрински опълченец, служи във 2-ра рота на 4-та битолска дружина, носител на орден „За храброст“ IV степен;[18][19] на 30 март 1943 година като жител на Велес подава молба за българска народна пенсия, която е одобрена и пенсията е отпусната от Министерския съвет на Царство България[19]
- Темелко Михайлов (1883 – след 1943), български революционер, войвода на ВМОРО
- Трайче Петкановски (1919 – 1943), югославски партизанин и деец на НОВМ

Починали в Бистрица
- Секула Ораовдолски (1882 – 1912), български революционер, войвода на ВМОРО